# Johannes-Dobberstein-Medaille für Verdienste im Veterinärdienst der DDR
Die Johannes-Dobberstein-Medaille für Verdienste im Veterinärwesen der Deutschen Demokratischen Republik war eine staatliche Auszeichnung  der Deutschen Demokratischen Republik (DDR), welche in Form einer tragbaren Medaille verliehen wurde.

## Geschichte
Die Medaille wurde am 10. September 1987 durch den Vorsitzenden des Staatsrates der DDR Erich Honecker in drei Stufen (Bronze, Silber, Gold) gestiftet. Sie war benannt nach dem Veterinärpathologen und Nationalpreisträger der DDR Johannes Dobberstein. Ihre Verleihung erfolgte für hervorragende Leistungen im Veterinärwesen der DDR. Insbesondere für Verdienste zum Schutz der Tierbestände vor Tierseuchen und anderen Gefahren. Ferner auch für die Gewährleistung der gesundheitlichen Unbedenklichkeitsbescheinigungen von Lebensmitteln tierischer Herkunft sowie für die Anwendung des wissenschaftlich-technischen Fortschritts in der Veterinärmedizin, aber auch für die Ausbildung veterinärmedizinischer Fachkräfte. Die ersten Verleihungen fanden im Rahmen eines Festaktes anlässlich der zentralen Konferenz des Veterinärwesens der DDR im Oktober 1987 statt.

## Verleihungsprozedere
Die Verleihung der Medaille konnte nur an Einzelpersonen nur einmal in jeder Stufe erfolgen die im Verantwortungsbereich des Ministeriums für Land-, Forst- und Nahrungsgüterwirtschaft und des Ministeriums für Hoch- und Fachschulwesen tätig waren. Ausnahmsweise war auch die Verleihung an andere Werktätige möglich, wenn diese bei der Unterstützung des Veterinärwesens zugegen waren. Allerdings war die Höchstverleihungszahl der Medaille jährlich begrenzt. So konnten nur 30 Medaillen in Bronze, 20 Medaillen in Silber und nur 10 Medaillen in Gold verliehen waren, wobei die Medaillenstufen nebst Urkunde und Prämie ausgehändigt wurden. Diese Prämie betrug für die Bronzestufe 250, für die Silberstufe 500 und für die Goldstufe 750 Mark. Die Verleihung selber erfolgte in den beiden untersten Stufen durch den Minister für Land-, Forst- und Nahrungsgüterwirtschaft bzw. durch die Vorsitzenden der Räte der Bezirke, für die Goldstufe durch den genannten Minister persönlich alljährlich des Tages der Genossenschaftsbauern und Arbeiter der sozialistischen Land- und Forstwirtschaft (Dritte Sonntag im Juni) bzw. zum Tag der Werktätigen der Leicht-, Lebensmittel- und Nahrungsgüterwirtschaft (Dritter Sonnabend im Oktober).

## Vorschlagsberechtigung
Die Vorschläge, welche zur Verleihung der Medaille führen sollten, war jährlich bis zum 1. März bzw. 1. Juli im Ministerium für Land-, Forst- und Nahrungsgüterwirtschaft einzureichen. Die Vorschlagsberechtigung oblag 
- für alle Stufen der Medaille
  - den Leitern der dem Ministerium für Land-, Forst- und Nahrungsgüterwirtschaft unterstellten Kombinaten, VVB und sonstigen Betrieben und Einrichtungen
  - dem Minister für Hoch- und Fachschulwesen

- für die Stufe Gold
  - die Vorsitzenden der Räte der Bezirke
  - dem Zentralvorstand der Gewerkschaft Land, Nahrungsgüter und Forst

- für die Stufen Bronze und Silber (ggü. dem Vorsitzenden der Räte der Bezirke)
  - den Leitern der den Räten der Bezirke unterstellten Kombinate, Betriebe und Einrichtungen der Land-, Forst- und Nahrungsgüterwirtschaft
  - dem Vorsitzenden der Räte der Kreise
- dem Bezirksvorständen der Gewerkschaft Land, Nahrungsgüter und Forst

Selbstredend, dass die gemachten Vorschläge in Übereinstimmung mit den zuständigen Vorständen oder Leitungen der Gewerkschaften zu erfolgen hatte. Letztendlich lag jedoch die Entscheidung beim Minister für Land-, Forst und Nahrungsgüterwirtschaft in Übereinstimmung mit dem Zentralvorstand der Gewerkschaft Land, Nahrungsgüter und Forst bzw. beim Vorsitzenden der Räte der Bezirke ebenfalls in Übereinstimmung mit den zuständigen Bezirksvorständen der Gewerkschaft Land, Nahrungsgüter und Forst.

## Aussehen und Tragweise
Die Medaille ist rund, bronzen, versilbert oder vergoldet und hat einen Durchmesser von 30 mm. Sie zeigt auf ihrem Avers das vom Betrachter aus links blickende Porträts von Johannes Dobberstein mit seinem darunter halbkreisförmigen Namenszug: JOHANNES DOBERSTEIN. Das Revers der Medaille zeigt dagegen oben das kleine Staatswappen der DDR und die darunter liegende Inschrift: FÜR VERDIENSTE / IM / VETERINÄRWESEN. Getragen wurde die Medaille an der linken oberen Brustseite an einer grün bezogenen Spange, dessen Saum für alle Stufen Schwarz-rot-gold war. Entsprechen der verliehenen Stufe war mittig ein senkrechter roter Mittelstreifen eingewebt der für die Bronzestufe einen Mittelstreifen zeigte, für die Silberstufe zwei und für die Goldstufe drei. Die dazugehörige Interimsspange war von gleicher Beschaffenheit.